# Pierre Webó
Pierre Achille Webó Kouamo (Bafoussam, Camerún, 20 de enero de 1982) es un exfutbolista camerunés nacionalizado español. Actualmente es segundo entrenador del Estambul Başakşehir FK, de la Superliga turca.

## Trayectoria
Formado en el Stade Bandjoun, Webó se mudó a Uruguay en 1999, con apenas 17 años de edad, para jugar con Tacuarembó. Al año siguiente se incorporó a Nacional de Montevideo, resultando bicampeón con buenos resultados goleadores. A fines de 2002, se concretó su traspaso al Club Atlético Osasuna de España cuando estaba a punto de cumplir 21 años, aunque en la primera temporada se le cedió al Leganés para que se fuera curtiendo en la Liga Española.
Su paso por el equipo madrileño no fue muy positivo y, pese a los intentos de Osasuna por cederle de nuevo el presidente del Leganés quiso fichar a Webó, tuvo que hacer la pretemporada con el equipo navarro ya que no llegaban ofertas por él. El delantero se ganó un sitio en la plantilla de Javier Aguirre. Partía con pocas opciones, pero en la segunda vuelta jugó bastantes partidos como titular anotando cuatro goles. En los años siguientes se vio al mejor Webó, bastante asentado en el once titular, aunque Aguirre rotara mucho. En ese tiempo jugó los partidos más importantes de la historia de Osasuna, siendo titular en la final de Copa, jugando la Ronda Previa de Champions League y las semifinales de UEFA. Todas esas citas acabaron con un sabor amargo, sobre todo para él, que en UEFA cabeceó al palo lo que podría haber sido la clasificación para la final, y en Champions, donde falló la ocasión más clara para jugar la fase de grupos con los mejores equipos del mundo. Con empate en el marcador, Raúl García centró desde la banda y, cuando parecía que Milosevic iba a marcar el gol de la clasificación, apareció el camerunés que cabeceó alto ante la desesperación del serbio. Esa fue su última temporada en el equipo navarro antes de que se marchara al Mallorca con la carta de libertad. El jugador tenía opción de alargar su contrato un año más, pero prefirió ir a las islas.
En Mallorca mejoró sus cifras goleadoras, sobre todo en su última temporada donde superó la decena de goles. Alguna pretemporada estuvo cerca de marcharse a la Premier League, sin embargo finalmente cumplió su contrato en el equipo balear. El pasado verano hizo honor a su condición de trotamundos y se marchó a Turquía. Jugó en Istanbul Büyüksehir donde marcó 11 goles en 24 partidos. En setiembre de 2018 fue anunciada su vuelta a Nacional de Montevideo.

## Selección nacional
Ha sido internacional con la Selección de fútbol de Camerún, ha jugado 58 partidos internacionales y ha marcado 18 goles.

## Controversias
El 8 de diciembre de 2020 como asistente de entrenador en pleno partido de vuelta de fase de grupos de la Champions League entre Paris Saint Germain y Estambul Başakşehir, en el minuto 14, se peleó contra el cuarto árbitro tras haberlo llamado "negro" en rumano, que provocó que ambos equipos abandonaran el campo de juego en acto de protesta. A raíz de dichos sucesos, la UEFA investigó el hecho.

## Participaciones en Copas del Mundo
| Mundial      | Sede      | Resultado    |
| ------------ | --------- | ------------ |
| Mundial 2010 | Sudáfrica | Primera fase |
| Mundial 2014 | Brasil    | Primera fase |

## Clubes
| Club             | País    | Año         | Part. | Goles | Asist. | Prom. |
| ---------------- | ------- | ----------- | ----- | ----- | ------ | ----- |
| Bandjoun         | Camerún | 1998        |       |       |        |       |
| Tacuarembó       | Uruguay | 1999        |       |       |        |       |
| Nacional         | Uruguay | 2000 - 2002 | 21    | 15    |        | 0,71  |
| Osasuna          | España  | 2003        | 0     | 0     | 0      | 0,00  |
| Leganés (cedido) | España  | 2003        | 7     | 0     | 0      | 0,00  |
| Osasuna          | España  | 2003 - 2007 | 128   | 23    | 1      | 0,18  |
| Mallorca         | España  | 2007 - 2011 | 121   | 28    | 15     | 0,23  |
| Büyükşehir       | Turquía | 2011 - 2013 | 56    | 24    | 10     | 0,43  |
| Fenerbahçe       | Turquía | 2013 - 2015 | 89    | 33    | 11     | 0,37  |
| Osmanlıspor      | Turquía | 2015 - 2017 | 60    | 16    | 7      | 0,27  |
| Gaziantep        | Turquía | 2017 - 2018 | 25    | 8     | 3      | 0,32  |
| Nacional         | Uruguay | 2018 - 2019 | 2     | 0     | 0      | 0,00  |
| Total            |         | 1998 - 2019 | 507   | 147   | 47     | 0,29  |

- Actualizado al 8 de enero de 2019.

## Palmarés

### Campeonatos nacionales
| Título               | Club       | País    | Año  |
| -------------------- | ---------- | ------- | ---- |
| Campeonato Uruguayo  | Nacional   | Uruguay | 2001 |
| Campeonato Uruguayo  | Nacional   | Uruguay | 2002 |
| Copa de Turquía      | Fenerbahçe | Turquía | 2013 |
| Liga de Turquía      | Fenerbahçe | Turquía | 2014 |
| Supercopa de Turquía | Fenerbahçe | Turquía | 2014 |

Otros logros:
- Subcampeón de la Copa del Rey 2004-05 con Osasuna.
- Subcampeón de la Superliga de Turquía 2014-15 con Fenerbahçe.
- Subcampeón de la Superliga de Turquía 2015-16 con Fenerbahçe.
- Subcampeón de la Copa de Turquía 2015-16 con Fenerbahçe.

### Distinciones individuales
| Distinción                                        | Año  |
| ------------------------------------------------- | ---- |
| Máximo goleador de la Copa Sudamericana (4 goles) | 2002 |